# 보절중학교
보절중학교(寶節中學校)는 대한민국 전북특별자치도 남원시 보절면 신파리에 있는 공립 중학교이다.

## 학교 연혁
- 1971년 12월 27일 : 보절중학교 설립인가 (3학급)
- 1972년 3월 11일 : 보절중학교 개교
- 1999년 3월 1일 : 3학급으로 감소
- 2022년 9월 1일 : 오봉수 교장 취임
- 2024년 1월 5일 : 제50회 졸업(4명, 총 3,931명)
- 2024년 3월 4일 : 신입생 입학(2명)

## 참고 자료
- 보절중학교 - 한국교육학술정보원 학교알리미